# Es tut wieder weh
Es tut wieder weh  (do alemão, Está doendo novamente) é o quinto single da banda Jennifer Rostock e foi produzido para fazer parte da trilha sonora na Alemanha do filme Lua Nova. Obteve o 48º nas paradas musicais da Alemanha e 64º na Áustria.
Neste single também contém a versão acústica de “Wo willst du hin?” que foi tocada no Rio de Janeiro , no final do Tour de Ins offene Messer, em uma das 5 apresentações da banda no Brasil em Porto Alegre,São Paulo,Rio de Janeiro,Florianópolis e Salvador .

## Vídeo
O vídeo original de Es tut wieder weh mostra a banda tocando em uma sala de espelhos no escuro. Também foi disponibilizado uma versão do vídeo com algumas cenas do filme Lua Nova.

## Faixas[5]
| N.º            | Título                                       | Compositor(es)                         | Duração |  |
| 1.             | "Es tut wieder weh"                          | Jennifer Weist, Johannes Walter Müller | 3:42    |  |
| 2.             | "Wieder geht’s von vorne los"                | Jennifer Weist, Johannes Walter Müller | 2:42    |  |
| 3.             | "Wo willst du hin?" (Live in Rio)            | Jennifer Weist, Johannes Walter Müller | 4:19    |  |
| 4.             | "Es tut wieder weh" (Vídeo)                  |                                        | 3:40    |  |
| 5.             | "Es tut wieder weh" (Vídeo Live aus München) |                                        | 3:49    |  |
| Duração total: | Duração total:                               | Duração total:                         | 10:43   |  |